# Olaf Volkersen
Olaf Volkersen (* 15. September 1907 in Hamburg; † 6. März 2007) war ein deutscher Ingenieur.

## Leben
Im Jahre 1944 erlangte er die Promotion zum Dr.-Ing. an der Technischen Hochschule in Wien mit dem Thema Die Schubkraftverteilung auf die Verbindungselemente langer Laschenverbindungen. Nach 1945 lehrte er an der Ingenieurschule in Hamburg in den Fächern Maschinenbau und Produktion. Als Privatdozent und außerplanmäßiger Professor war er seit seiner Habilitation ab 1962 an der TU Berlin in den Fächern physikalische Festigkeit und Flugkörper tätig. Seine Vorlesungen umfassten die aerodynamischen Berechnungen von Tragwerken bei Flugzeugen. Sie setzten sich aus den Grundlagen, den Berechnungsverfahren für Tragwerke und ihrer Stabilität sowie ihrer Steuerbarkeit zusammen.
In den siebziger Jahren bekleidete er auch die Position eines Abteilungsdirektors bei den Vereinigten Flugtechnischen Werken GmbH. Im Jahre 1974 wurde ihm mit Günther Jörg ein Patent auf die ein Stauflügelfahrzeug erteilt.
Er gehörte der Deutschen Gesellschaft für Luft- und Raumfahrt Lilienthal-Oberth e.V. an.

## Schriften
- Die Nietkraftverteilung in zugbeanspruchten Nietverbindungen mit konstanten Laschenquerschnitten, in: Luftfahrtforschung, 15: 41–47, 1938
- The Strength of Lugs or Eye bolts mit R. Goschler, in: Luftwissen, Jahrgang 8, Heft 5, 1941
- Die Schubkraftverteilung in Leim-, Niet- und Bolzenverbindungen, in: Energie und Technik, 5 (1953), Heft 3, 5 und 7
- Die eingespannte, an den Rändern versteifte, dünne Rechteckplatte mit gleichmäßig verteilter Belastung, 1959
- Die eingespannte, an den Rändern versteifte, dünne Rechteckplatte großer Durchbiegung mit gleichmäßig verteilter Belastung, 1963
- Research on the theory of cemented points, in: Construction Metallique, No. 4, 1965, 3–13